# Aphrodisium saxosicolle
Aphrodisium saxosicolle är en skalbaggsart som beskrevs av Leon Fairmaire 1902. Aphrodisium saxosicolle ingår i släktet Aphrodisium och familjen långhorningar. Inga underarter finns listade i Catalogue of Life.